# Итоги летней Универсиады 2013 года
Ниже показан медальный зачёт летней Универсиады 2013 в Казани.
Жирным выделено наибольшее количество медалей в своей категории; страна-организатор также выделена.

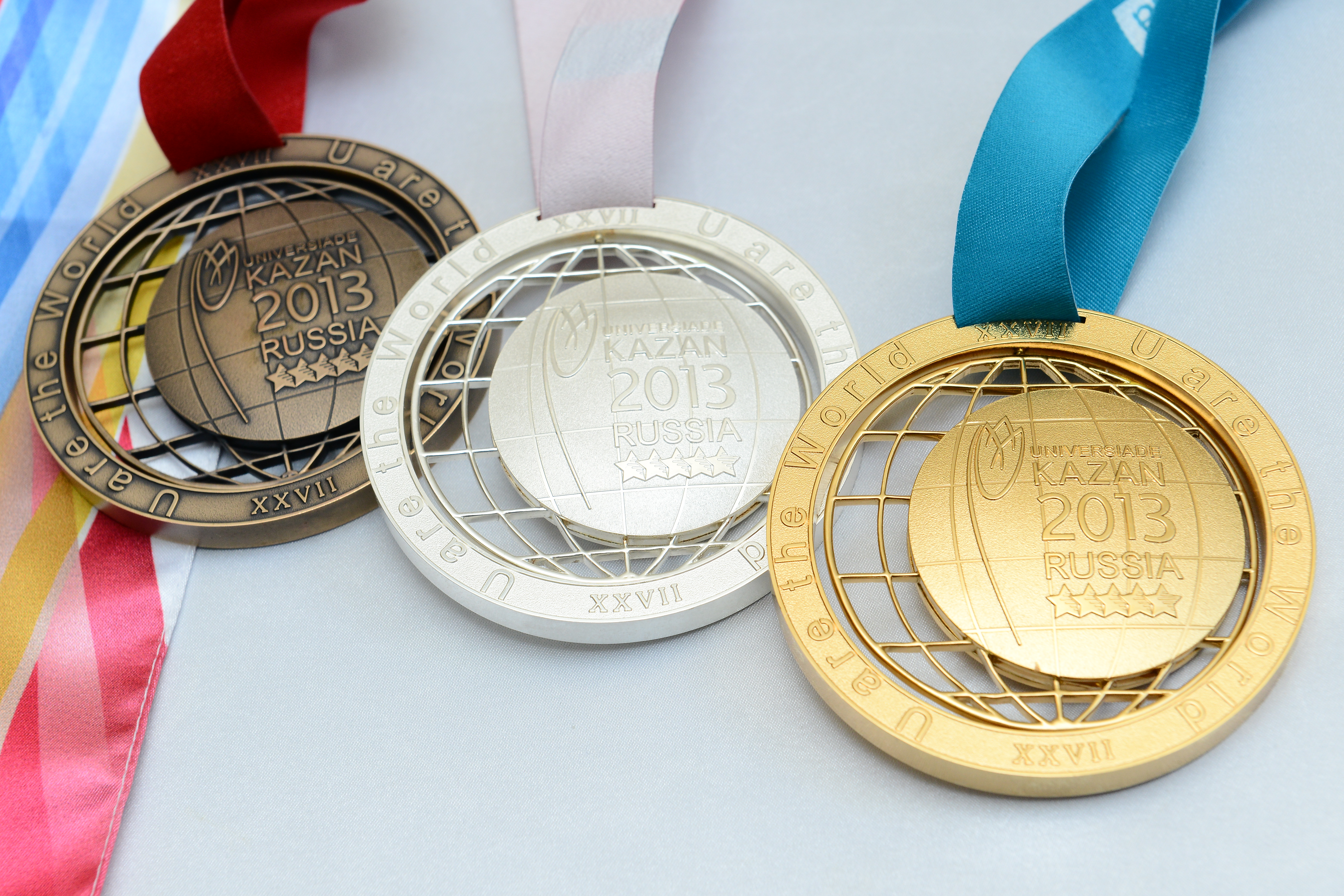
Медали Универсиады 2013

 Страна-организатор (Россия)